# Theodor Georgii (Turner)

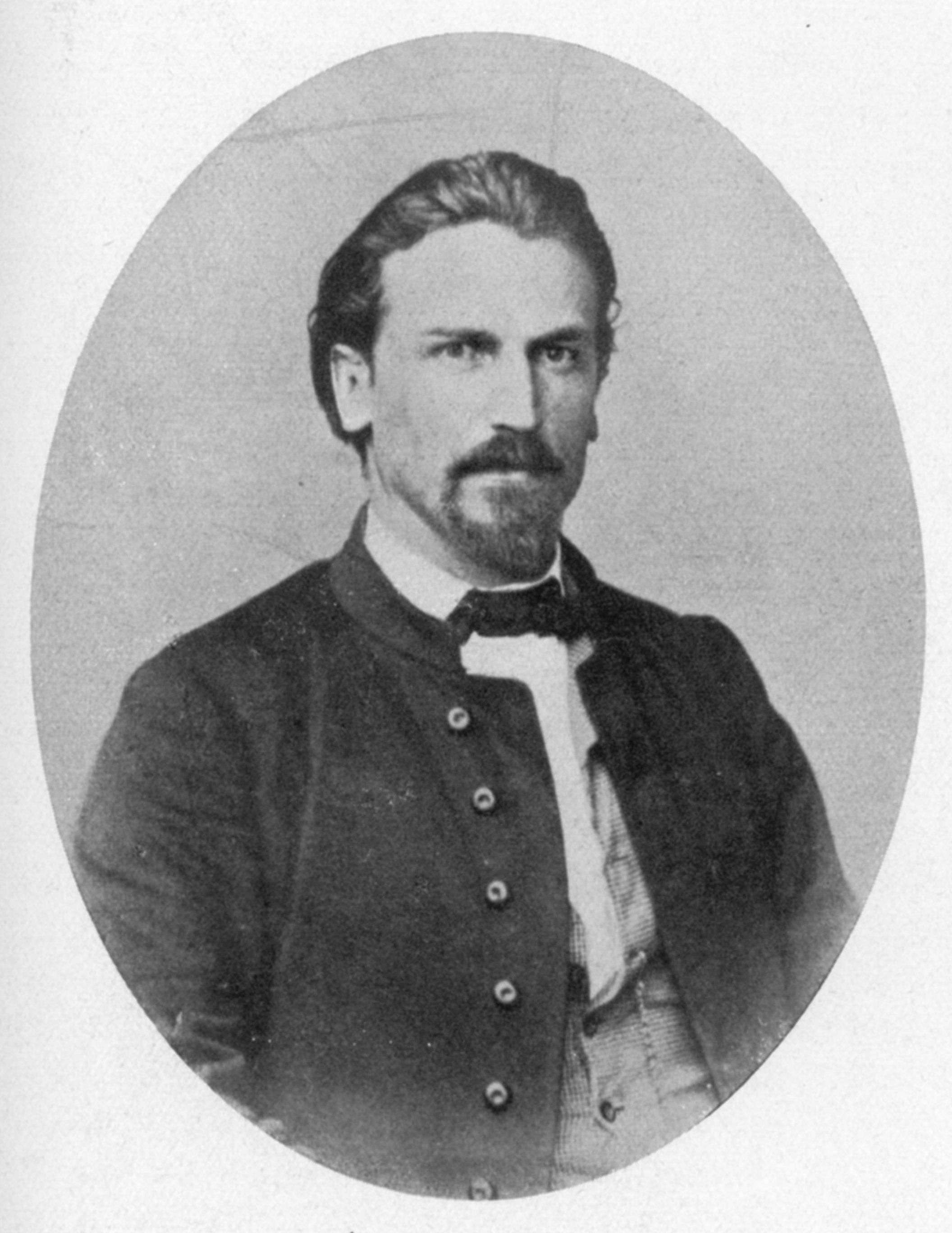
Theodor Georgii, Foto von Theodor Widmayer

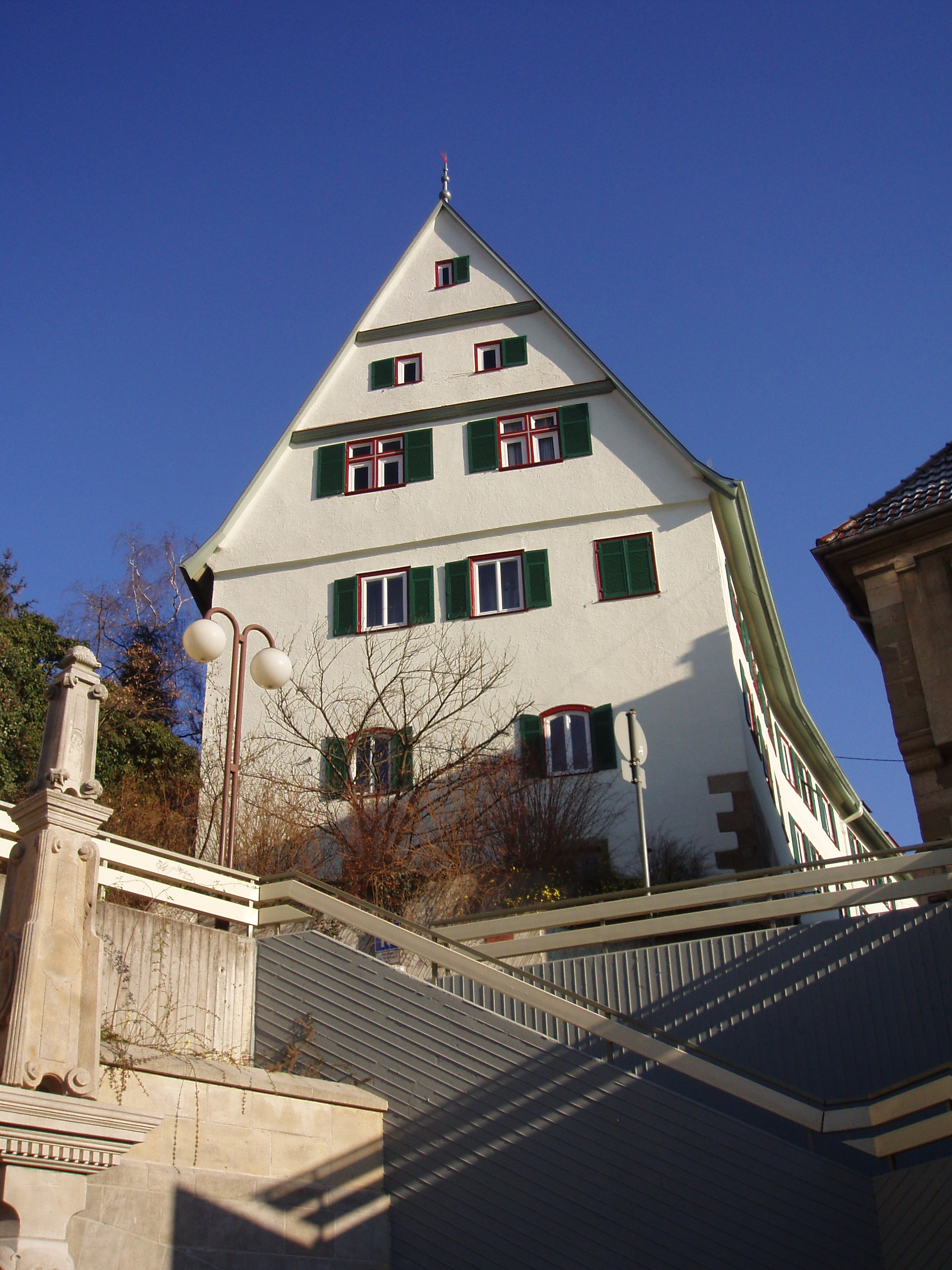
Das Geburtshaus Georgiis

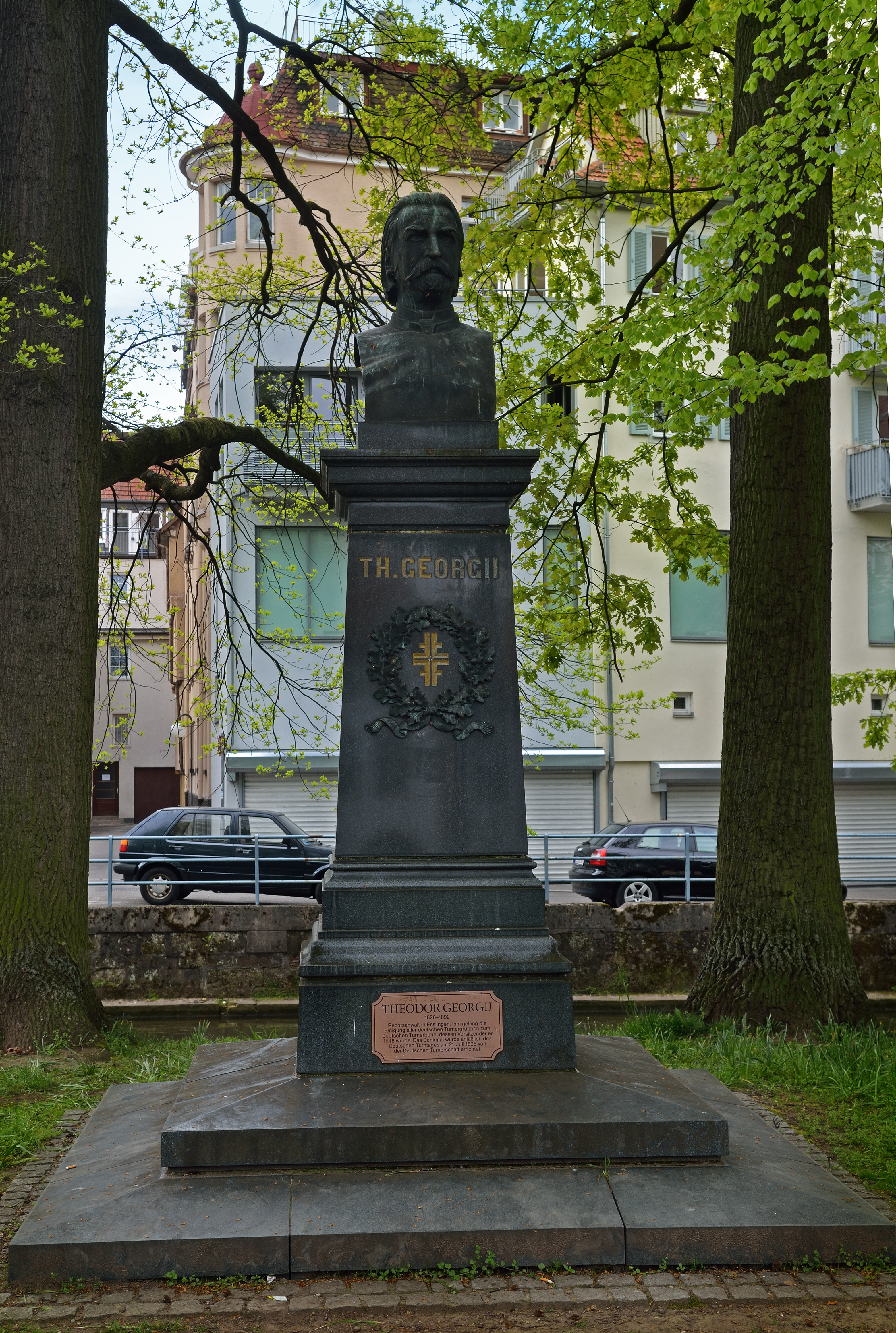
Theodor-Georgii-Denkmal auf der Maille

Theodor Immanuel Heinrich Georgii (* 9. Januar 1826 in Esslingen am Neckar; † 25. September 1892 in Wilhelmsdorf bei Ravensburg) war einer der wichtigsten Protagonisten der deutschen Turnbewegung. Er war der erste Vorsitzende der Deutschen Turnerschaft. 

## Leben
Theodor Georgii wurde im Kaisheimer Pfleghof geboren und besuchte das Esslinger Pädagogium, das später nach ihm benannt wurde, bevor er von seinem Vater an die Reformschule von Friedrich Wilhelm Klumpp im Schloss Stetten im Remstal geschickt wurde. Dort wurden Bewegung und Turnen besonders intensiv gefördert. Die Begeisterung und die Ideale, die der junge Theodor beim Turnen erlebte, prägten ihn für sein weiteres Leben. In dieser Zeit wurde er ein Anhänger Friedrich Ludwig Jahns.
Von 1843 an studierte Theodor Georgii Jura in Tübingen, wo er eine eigene Turngemeinde gründete. Während seines Studiums wurde er 1843 Mitglied der Burschenschaft Germania Tübingen und der Burschenschaft Walhalla Tübingen. 1846 begrüßte er bei einem Turnerfest in Heilbronn zum ersten Mal Turner aus ganz Deutschland. 1847 war er Gründungsmitglied des als Turnerfeuerwehr organisierten Tübinger Pompierkorps. Ebenfalls 1847 legte er die Staatsprüfung ab.
1848 wurde Theodor Georgii zum Ersten Vorsitzenden des neugegründeten Deutscher Turner-Bundes gewählt. Im selben Jahr war er einer der führenden Köpfe bei der Entstehung des Schwäbischen Turnerbundes. Seine Referendarzeit verbrachte er an den Amtsgerichten in Waiblingen, Besigheim und Leonberg. Nachdem er die zweite Dienstprüfung abgelegt hatte, begann er 1849 in Stuttgart als Rechtsanwalt zu praktizieren. 1850 wurde er Herausgeber des Turnblatts für und aus Schwaben, das 1854 in Eßlinger Turnzeitung umbenannt wurde. 1851 zog er auf Wunsch seines Vaters von Stuttgart in seine Heimatstadt Esslingen am Neckar um, wo er ebenfalls als Rechtsanwalt tätig war.
Am 30. August 1852 lud Theodor Georgii, der bereits während seiner Studienzeit 1847 Mitbegründer der Tübinger Feuerwehr war, zu einer Versammlung zwecks Gründung einer freiwilligen Steigerkompanie in den „Schwanen“ ein. Dieser Einladung folgten etwa 80 Männer, allesamt aus dem Turnerstand. Nach Beschluss zur Errichtung einer solchen Steigerkompanie wurde er von der Versammlung zum ersten Hauptmann gewählt. Der 30. August 1852 ist damit der Gründungstag der Freiwilligen Feuerwehr Esslingen.
1860 war Georgii in Coburg als Vorsitzender beim Deutschen Turn- und Jugendfest mit mehr als 1000 Teilnehmern. Dort wurde auch die Gründung der Deutschen Turnerschaft (DT) beschlossen, die 1868 vollzogen wurde. Geogii wurde in jenem Jahr ihr erster Vorsitzender.
Georgii war Vater von elf Kindern, darunter Max Georgii. Zuletzt lebte er bis zu seinem Tod 1892 bei seinem Sohn in Wilhelmsdorf. Der Nachlass Georgiis wird im Stadtarchiv Esslingen verwahrt.
1895 stiftete die deutsche Turnerbewegung ein Denkmal auf der Maille in Esslingen. Das Denkmal wurde am 21. Juli 1895 im Rahmen des XI. Deutschen Turntages (21. bis 24. Juli) eingeweiht. Der TSV Georgii-Allianz Stuttgart ist seit 1925 nach Theodor Georgii benannt, als sein Sohn Max Georgii als Schirmherr des Vereins fungierte. Das Georgii-Gymnasium in Esslingen ist seit 1937 nach ihm benannt.